# The Vaselines/Beat Happening - Recorded Live in London, England
The Vaselines/Beat Happening - Recorded Live In London, England 1988 è un concerto registrato il 16 giugno 1988 a Londra in cui suonarono la rock band The Vaselines e i Beat Happening.
Il live è stato pubblicato in formato TAPE (musicassetta).

## Tracce
Lato A
1. The Vaselines - Dying for It - 2:22
2. The Vaselines - The Day I Was A Horse - 1:29
3. The Vaselines - Sex Sux (Amen) - 3:10
4. The Vaselines - Let's Get Ugly - 2:19
5. The Vaselines - Molly's Lips - 1:44
6. The Vaselines - Teenage Superstars - 2:48

Lato B
1. Beat Happening - I Love You
2. Beat Happening - Knick Knack
3. Beat Happening - Sea Babies
4. Beat Happening - Cast A Shadow
5. Beat Happening - Bad Seeds

## Crediti
- Registrato da: Johnson Streator
- Grafica: "Aggi"